# Football Club de Nantes 1977-1978
Questa voce raccoglie le informazioni riguardanti il Football Club de Nantes nelle competizioni ufficiali della stagione 1977-1978.

## Stagione
Nel corso del girone di ritorno del campionato il Nantes, fino a quel momento rimasto a ridosso delle prime posizioni di classifica a causa di un avvio incostante, ottenne una serie di risultati utili consecutivi che gli permise di rientrare nella lotta per il titolo. Soli al comando per diverse gare, nelle ultime giornate i Canaris difesero il titolo lottando contro Monaco e Strasburgo, lasciandosi sorpassare definitivamente dai monegaschi alla penultima giornata, in seguito a un pareggio a reti inviolate contro un Rouen già retrocesso.
In Coppa dei Campioni il Nantes eliminò il Dukla Praga grazie alla regola dei gol fuori casa, per poi venir estromesso al turno successivo dall'Atlético Madrid, che nella gara di ritorno rimontò l'iniziale svantaggio nei minuti finali. In Coppa di Francia i Canaris giunsero sino ai quarti di finale, estromettendo squadre di categorie inferiori; vincendo in casa per 4-1 all'andata il Nizza renderà ininfluente la vittoria per 1-0 del Nantes al ritorno.

## Maglie e sponsor
Lo sponsor tecnico per la stagione 1977-1978 è Adidas, mentre lo sponsor ufficiale è Europe 1.
| Manica sinistra · Manica sinistra · Maglietta · Maglietta · Manica destra · Manica destra · Pantaloncini · Pantaloncini · Calzettoni · Calzettoni |

## Rosa
| N. |                      | Ruolo | Calciatore                 |
| -- | -------------------- | ----- | -------------------------- |
|    | Francia (bandiera)   | P     | Jean-Paul Bertrand-Demanes |
|    | Francia (bandiera)   | P     | Jean-Marc Desrousseaux     |
|    | Argentina (bandiera) | D     | Ángel Bargas               |
|    | Francia (bandiera)   | D     | Michel Bibard              |
|    | Francia (bandiera)   | D     | Maxime Bossis              |
|    | Francia (bandiera)   | D     | Raynald Denoueix           |
|    | Francia (bandiera)   | D     | Jean-Claude Osman          |
|    | Francia (bandiera)   | D     | Patrice Rio                |
|    | Francia (bandiera)   | D     | Bruno Steck                |
|    | Francia (bandiera)   | C     | Henri Michel (capitano)    |
|    | Argentina (bandiera) | C     | Oscar Muller               |

| N. |                    | Ruolo | Calciatore           |
| -- | ------------------ | ----- | -------------------- |
|    | Francia (bandiera) | C     | Gilles Rampillon     |
|    | Francia (bandiera) | C     | Omar Sahnoun         |
|    | Francia (bandiera) | C     | Thierry Tusseau      |
|    | Francia (bandiera) | C     | Georges Van Straelen |
|    | Francia (bandiera) | A     | Loïc Amisse          |
|    | Francia (bandiera) | A     | Henri Aniol          |
|    | Francia (bandiera) | A     | Bruno Baronchelli    |
|    | Francia (bandiera) | A     | Guy Lacombe          |
|    | Francia (bandiera) | A     | Denis Mérigot        |
|    | Francia (bandiera) | A     | Éric Pécout          |

## Risultati

### Coppa dei Campioni
| Arbitro: | Spiegl |

|           |           |            |
| Vízek 54’ | Marcatori | 35’ Amisse |

| Nantes 28 settembre 1977, ore 19:30 (CET) Sedicesimi di finale – Ritorno | Nantes  | 0 – 0 referto | Dukla Praga | Marcel Saupin (17.000 spett.)\| Arbitro: \| Garrido \| |
| Arbitro:                                                                 | Garrido |               |             |                                                        |

| Arbitro: | Thomas |

|             |           |             |
| Lacombe 48’ | Marcatori | 42’ Marcial |

| Arbitro: | Palotai |

|                      |           |             |
| Cano 76’ Pereira 80’ | Marcatori | 31’ Lacombe |

## Statistiche

### Andamento in campionato
| Giornata  | 1  | 2  | 3 | 4  | 5 | 6 | 7 | 8  | 9 | 10 | 11 | 12 | 13 | 14 | 15 | 16 | 17 | 18 | 19 | 20 | 21 | 22 | 23 | 24 | 25 | 26 | 27 | 28 | 29 | 30 | 31 | 32 | 33 | 34 | 35 | 36 | 37 | 38 |
| --------- | -- | -- | - | -- | - | - | - | -- | - | -- | -- | -- | -- | -- | -- | -- | -- | -- | -- | -- | -- | -- | -- | -- | -- | -- | -- | -- | -- | -- | -- | -- | -- | -- | -- | -- | -- | -- |
| Luogo     | T  | T  | C | T  | C | T | C | T  | C | T  | C  | C  | T  | T  | C  | T  | C  | C  | C  | T  | T  | C  | T  | C  | T  | C  | T  | C  | T  | C  | C  | T  | T  | C  | T  | C  | T  | C  |
| Risultato | P  | N  | V | P  | V | P | V | N  | V | V  | V  | N  | V  | N  | P  | N  | V  | N  | P  | V  | V  | V  | N  | V  | N  | V  | N  | V  | P  | V  | V  | V  | P  | V  | V  | V  | N  | V  |
| Posizione | 13 | 15 | 9 | 14 | 9 | 9 | 4 | 10 | 8 | 7  | 6  | 8  | 8  | 5  | 4  | 5  | 5  | 5  | 5  | 5  | 5  | 5  | 4  | 3  | 3  | 2  | 2  | 1  | 1  | 1  | 1  | 1  | 3  | 2  | 2  | 1  | 2  | 2  |

Fonte:  France » Ligue 1 1977/1978 » Schedule, su worldfootball.net.
Legenda:

Luogo: C = Casa; T = Trasferta. Risultato: V = Vittoria; N = Pareggio; P = Sconfitta.